# Vălișoara (okręg Hunedoara)
Vălișoara – wieś w Rumunii, w okręgu Hunedoara, w gminie Balșa. W 2011 roku liczyła 48 mieszkańców.